# Khetanamonyx retardatus
Khetanamonyx retardatus is een keversoort uit de familie bastaardsnuitkevers (Nemonychidae). De wetenschappelijke naam van de soort werd in 1993 gepubliceerd door Vladimir Vasilievich Zherichin.